# Fidżi

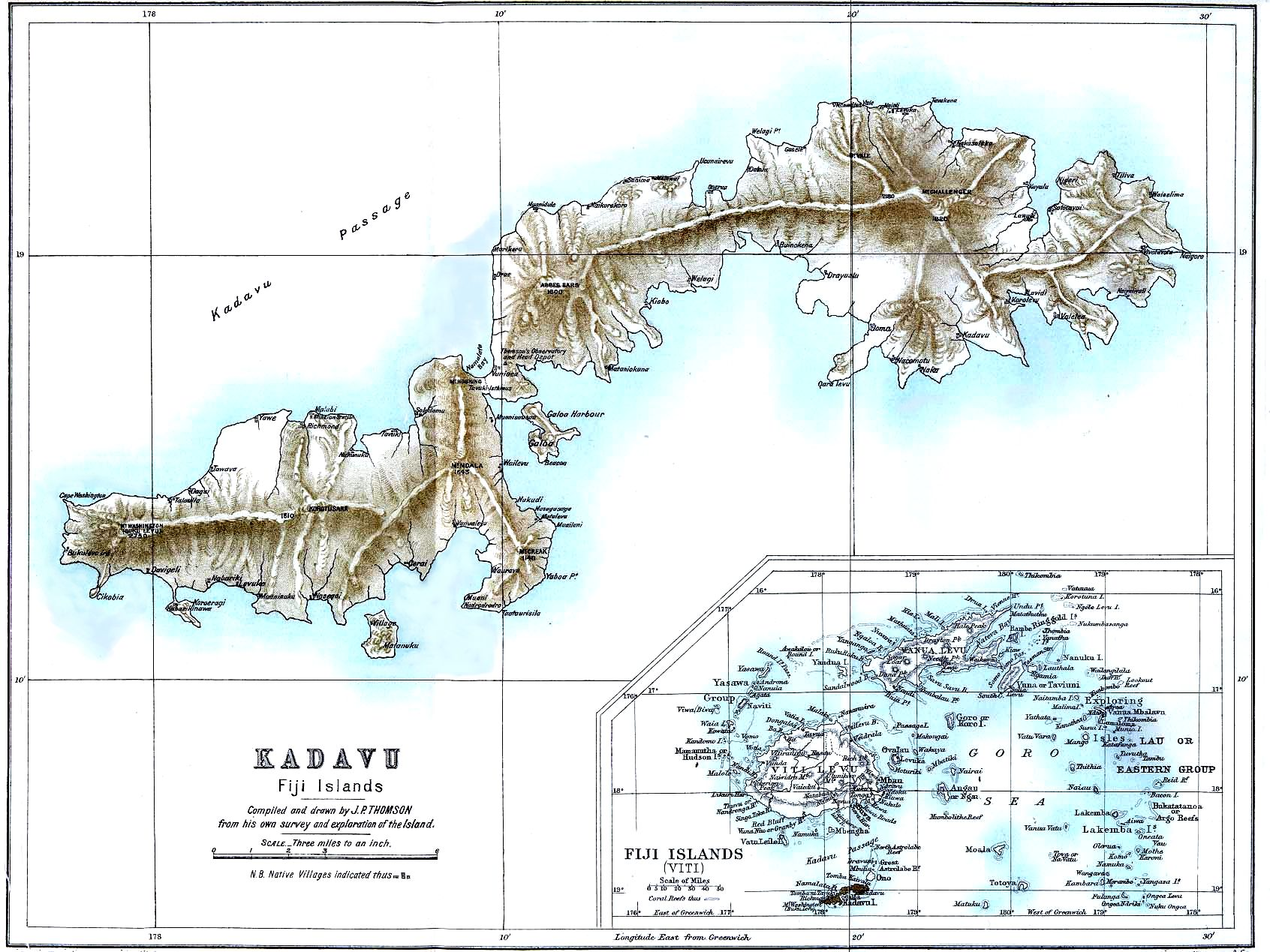
Wyspa Kadavu oraz cały archipelag Fidżi na mapie J.P. Thomsona z 1889

Fidżi, Republika Fidżi – państwo wyspiarskie, położone w południowo-zachodniej części Oceanu Spokojnego na wschód od Vanuatu, zachód od Tonga i południe od Tuvalu.

## Geografia
Fidżi położone jest w Melanezji, ok. 2800 km na wschód od Australii oraz ok. 2000 km na północ od Nowej Zelandii. Położone jest na przeszło 332 wyspach i 500 wysepkach pochodzenia wulkanicznego, otoczonych rafami koralowymi. Niezamieszkanych jest około 110 wysepek. Dwie największe wyspy to Viti Levu i Vanua Levu. Viti Levu stanowi połowę powierzchni Fidżi, na niej położone są stolica państwa, Suva oraz najwyższe wzniesienie – Tomanivi (1324 m n.p.m.). Na wyspach wznoszą się góry wulkaniczne sięgające ponad 1200 m n.p.m., porośnięte wiecznie zielonymi lasami równikowymi, lasami zrzucającymi liście i sawannami. Klimat wysp równikowy wilgotny, od listopada do kwietnia występują cyklony tropikalne.

### Miasta Fidżi
Największym pod względem liczby ludności miastem Fidżi jest Nasinu. Najbardziej zaludnionym obszarem zurbanizowanym jest zespół miejski Suva, który liczy 173 137 mieszkańców.
Lista miast oraz miejscowości, które formalnie nie uzyskały praw miejskich – objętych spisem powszechnym 2007:
| Lp. | Nazwa     | Liczba ludności obszaru miejskiego | Liczba ludności obszaru podmiejskiego | Liczba ludności łącznie | Dystrykt           |
| --- | --------- | ---------------------------------- | ------------------------------------- | ----------------------- | ------------------ |
| 1   | Ba        | 6826                               | 11 700                                | 18 526                  | Dystrykt Zachodni  |
| 2   | Deuba     | –                                  | –                                     | 1819                    | Dystrykt Centralny |
| 3   | Korovou   | –                                  | –                                     | 349                     | Dystrykt Centralny |
| 4   | Labasa    | 7706                               | 20 243                                | 27 949                  | Dystrykt Północny  |
| 5   | Lami      | 10 752                             | 9777                                  | 20 529                  | Dystrykt Centralny |
| 6   | Lautoka   | 43 473                             | 8747                                  | 52 220                  | Dystrykt Zachodni  |
| 7   | Levuka    | 1131                               | 3266                                  | 4397                    | Dystrykt Wschodni  |
| 8   | Nabouwalu | –                                  | –                                     | 592                     | Dystrykt Północny  |
| 9   | Nadi      | 11 685                             | 30 599                                | 42 284                  | Dystrykt Zachodni  |
| 10  | Nasinu    | 76 064                             | 11 382                                | 87 446                  | Dystrykt Centralny |
| 11  | Nausori   | 24 919                             | 22 685                                | 47 604                  | Dystrykt Centralny |
| 12  | Navua     | –                                  | –                                     | 5048                    | Dystrykt Centralny |
| 13  | Rakiraki  | –                                  | –                                     | 4952                    | Dystrykt Zachodni  |
| 14  | Savusavu  | 3285                               | 3749                                  | 7034                    | Dystrykt Północny  |
| 15  | Seaqaqa   | –                                  | –                                     | 816                     | Dystrykt Północny  |
| 16  | Sigatoka  | 1634                               | 7988                                  | 9622                    | Dystrykt Zachodni  |
| 17  | Suva      | 74 481                             | 11 210                                | 85 691                  | Dystrykt Centralny |
| 18  | Tavua     | 1079                               | 1309                                  | 2388                    | Dystrykt Zachodni  |
| 19  | Vatukoula | –                                  | –                                     | 5580                    | Dystrykt Zachodni  |

## Historia
Pierwsi znani nam ludzie, którzy zamieszkiwali Fidżi, osiedlili się około 3500 lat temu, przypływając z okolic dzisiejszego Vanuatu i Nowej Kaledonii. Uznani za przodków Polinezyjczyków byli twórcami ceramiki Lapita. Później dochodziło do migracji z zachodniej Melanezji. Prawdopodobnie około roku 1250 n.e. istniało "imperium" tongańskie, które obejmowało części Fidżi.
Pierwszym Europejczykiem, który tu dotarł był Abel Tasman w 1643. Następnie w 1774 wyspy były badane przez Jamesa Cooka. W 1854 w zachodniej części powstało królestwo, którego stolica znajdowała się na Bau. Wyspy stały się brytyjską kolonią w 1874. W latach 1879–1917 nastąpił napływ ludności hinduskiej do pracy na plantacjach. W 1966 Fidżi uzyskało wewnętrzną autonomię w ramach Brytyjskiej Wspólnoty Narodów. Niepodległość otrzymało w 1970. 10 października 1970 roku na podstawie Rezolucji Rady Bezpieczeństwa ONZ nr 287 Fidżi zostało członkiem ONZ.
Od 1987 Fidżi jest republiką (przedtem głową państwa był monarcha brytyjski). Rządy demokratyczne były przerywane dwoma wojskowymi zamachami. Oba spowodowane były niepokojami między etnicznymi Fidżyjczykami a ludnością hinduską stanowiącą większość.
Konstytucja z 1990 zagwarantowała etnicznym Fidżyjczykom kontrolę nad Fidżi, co doprowadziło do emigracji Hindusów. To znów wywołało trudności gospodarcze, ale spowodowało, że Melanezyjczycy stali się większością. Poprawki uchwalone w 1997 uczyniły konstytucję sprawiedliwszą. Wolne i spokojne wybory w 1999 zakończyły się utworzeniem rządu przez Hindusów. Po roku został usunięty przez zamach przeprowadzony przez nacjonalistę George’a Speighta. Demokracja została przywrócona pod koniec 2000, kiedy to został utworzony rząd tymczasowy z premierem Laisenia Qarase, który pozostał na tym stanowisku. 5 grudnia 2006 roku miał miejsce pucz wojskowy. Po tym wydarzeniu, 8 grudnia 2006 zawieszono członkostwo Fidżi we Wspólnocie Narodów.
Fidżi ma wyjątkowo sprawne siły zbrojne i jest ważnym współpracownikiem ONZ. Bierze udział w misjach pokojowych w różnych częściach świata.

## Ustrój polityczny
Fidżi jest republiką, pierwotnie opartą na modelu westminsterskim, który jednak ulegał coraz poważniejszym modyfikacjom przy okazji kolejnych zmian konstytucji. Obecna ustawa zasadnicza, promulgowana we wrześniu 2013, przewiduje istnienie jednoizbowego parlamentu, liczącego 50 członków wybieranych na czteroletnią kadencję, oraz opartego na większości parlamentarnej rządu z premierem na czele. Głową państwa jest prezydent Fidżi, wybierany przez parlament na trzyletnią kadencję, którego rola jest jednak głównie ceremonialna.

## Podział administracyjny
Fidżi jest podzielone na cztery dystrykty (divisions, stolice w nawiasach)
- Centralny (Suva)
- Północny (Labasa)
- Wschodni (Levuka)
- Zachodni (Lautoka)

Dodatkowo wyspa Rotuma leżąca na północ od głównego archipelagu ma pewien stopień wewnętrznej autonomii.

## Siły zbrojne
Siły zbrojne republiki (RFMF) są formacją zawodową. Wojska lądowe liczebnie stanowią odpowiednik brytyjskiej lekkiej brygady piechoty, w sumie około 3500 żołnierzy. Siły powietrzne to dwa śmigłowce: AS-355 Ecureuil i AS-365 Dauphin 2. Siły nawodne (liczące około 300 marynarzy i oficerów) to 3 duże łodzie patrolowe typy Kula i 4 małe typów Levuka i Vai. Artyleria to 12 moździerzy kal. 81 mm oraz 4 armaty 25-funtowe wykorzystywane wyłącznie w celach ceremonialnych.
Kwatera sztabu RFMF znajduje się w stolicy (Suva), tam też stacjonuje dowódca w stopniu generała brygady. Istnieją także Dowództwo Strategiczne i Dowództwo Sił Lądowych (LFC, ang. Land Forces Command).
LFC podzielone są na 3 bataliony regularne i 3 bataliony obrony krajowej. Dwa bataliony regularne wykorzystywane są w misjach zagranicznych: 1. bat. piech. w sile 223 ludzi stacjonuje w Iraku (misja UNAMI), 2. bat. piech. w sile 338 ludzi wchodzi w skład Wielonarodowych Sił Obserwacyjnych (MFO) na Półwyspie Synaj, na granicy izraelsko-egipskiej.
3. bat. (600 ludzi) zapewnia bezpieczeństwo w kraju, w czym współdziałają bataliony obrony terytorialnej (w czasach pokojowych szkieletowe, w sile kompanii). Poza tym istnieją jednostki inżynieryjna oraz logistyczna.

## Społeczeństwo

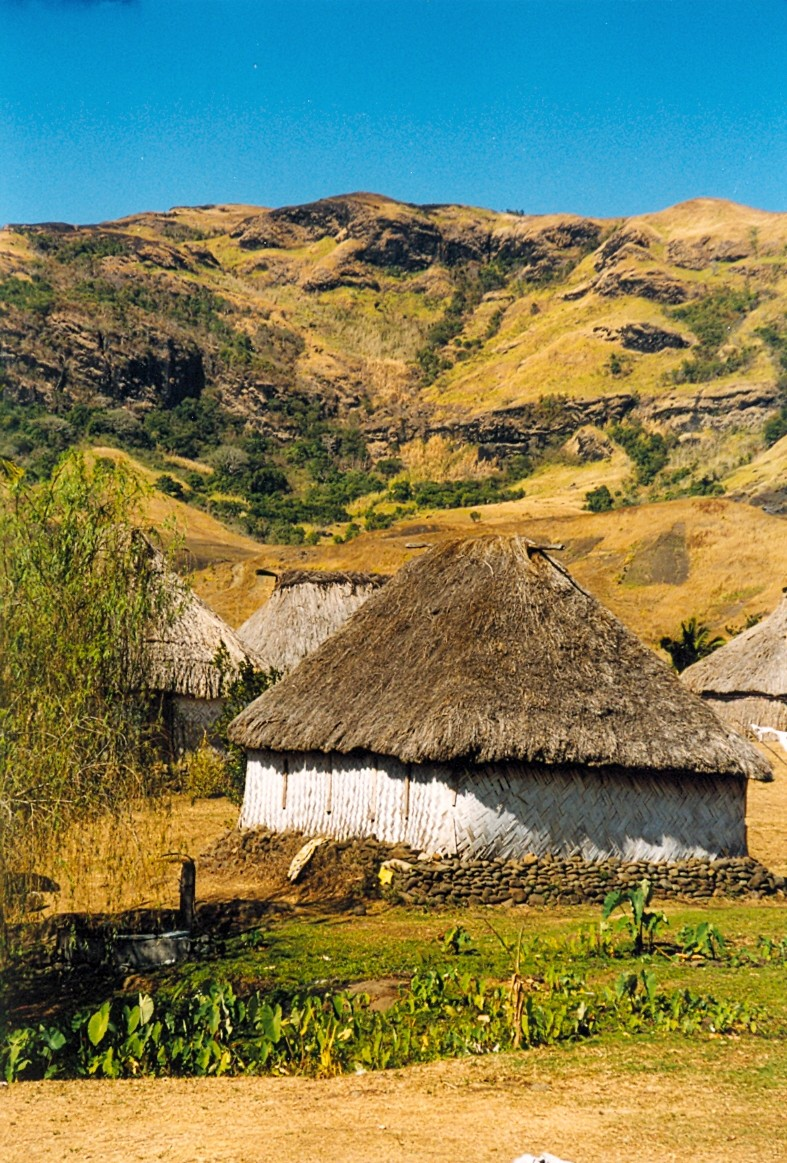
Wioska Navala w centralnej części wyspy Viti Levu

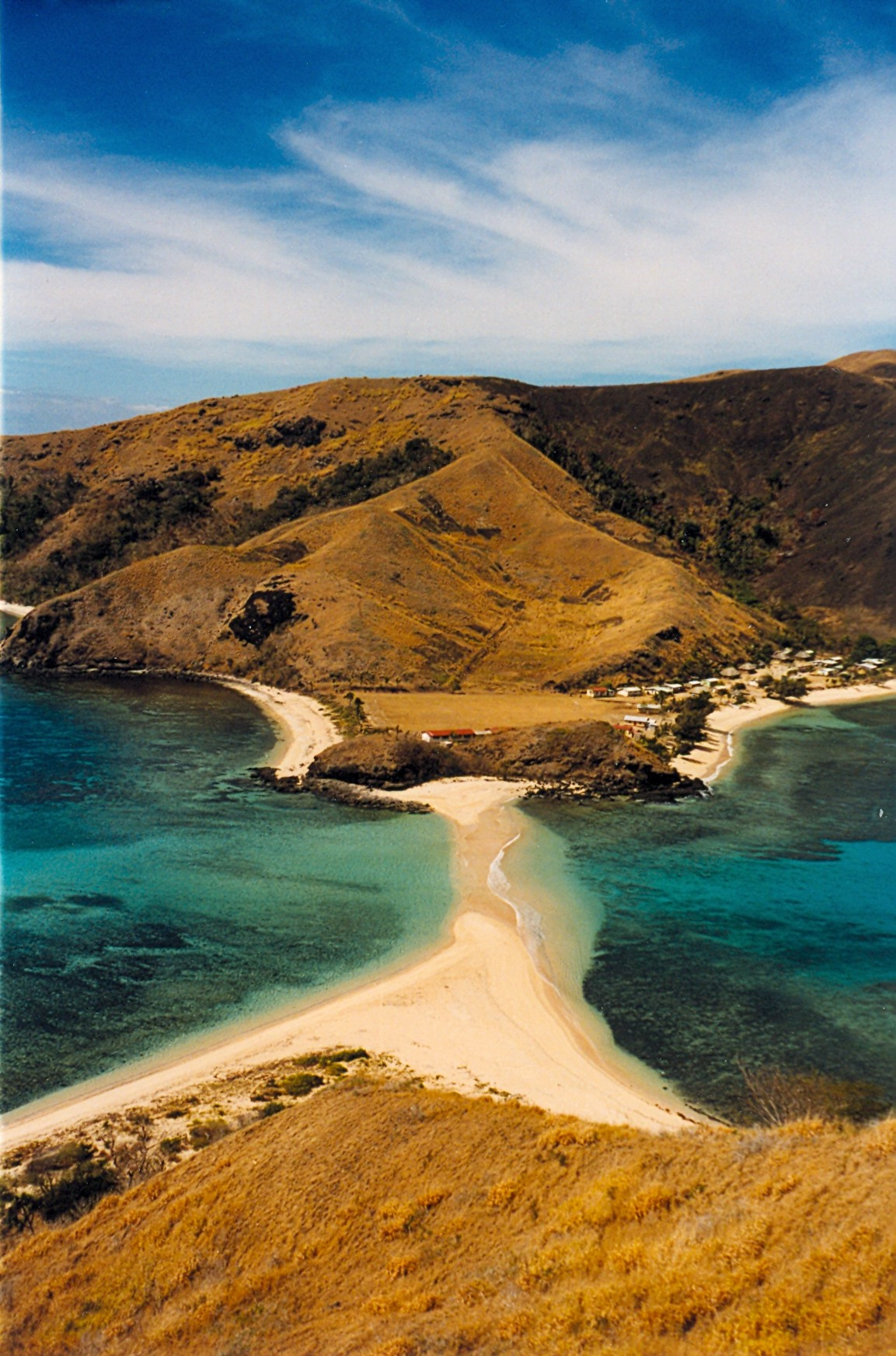
Wyspy Waya i Wayasewa

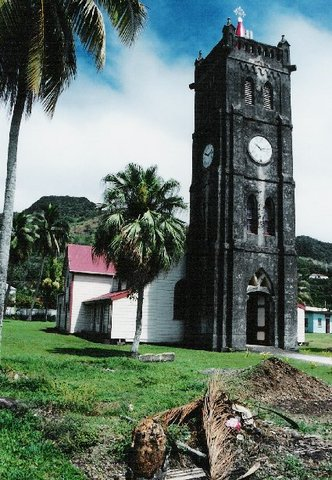
Kościół w miejscowości Levuka

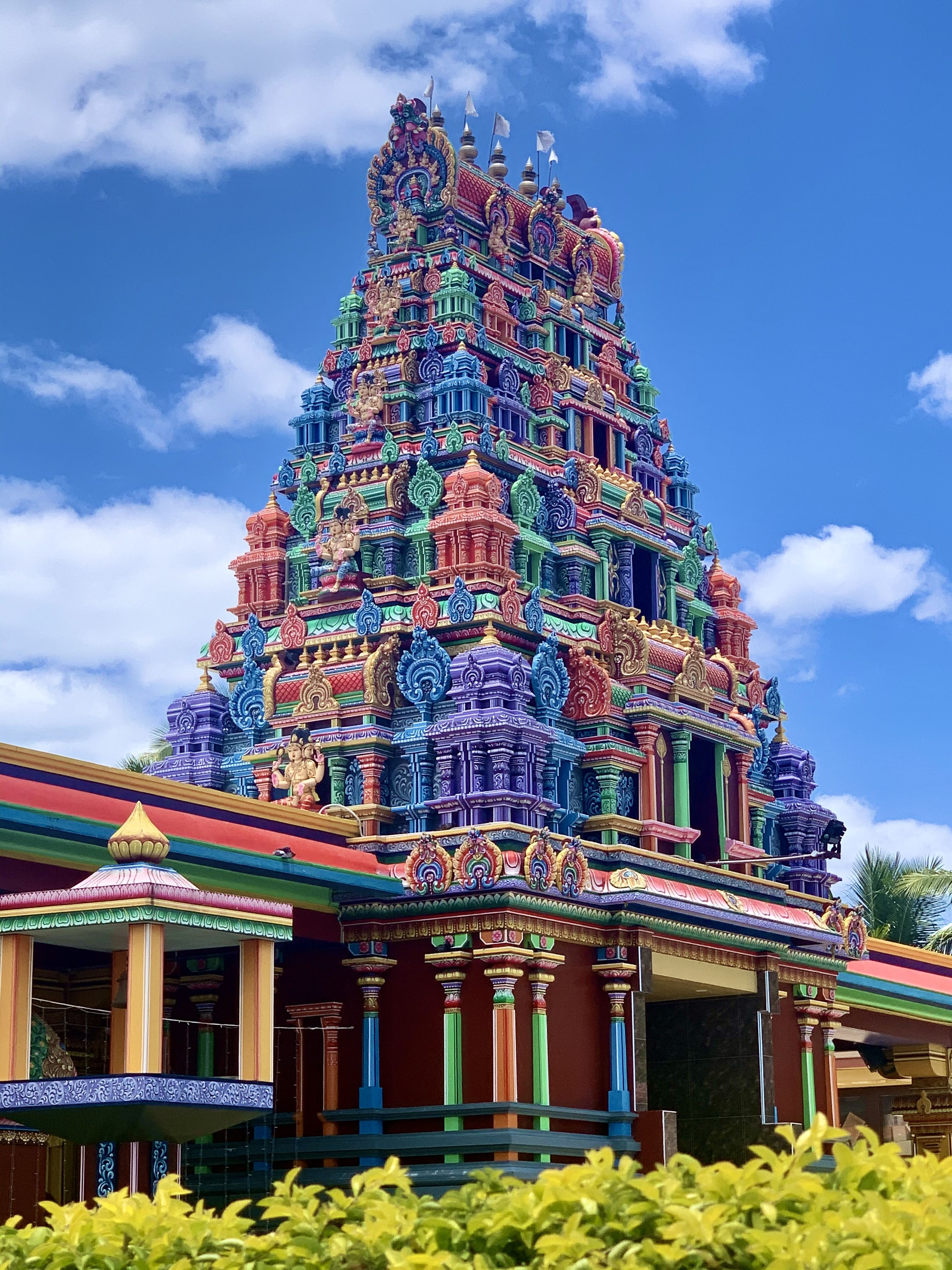
Świątynia hinduistyczna w Nadi

Ludność Fidżi wynosi ponad 896 tysięcy (stan w roku 2019), głównie Melanezyjczycy i Hindusi. Fidżyjczycy są ludnością rdzenną, która posiada 83% ziemi, Hindusi zostali sprowadzeni przez Brytyjczyków w XIX wieku do pracy na plantacjach.

### Grupy etniczne
Populacja Fidżi jest prawie jednakowo podzielona pomiędzy rodzimych Fidżyjczyków, lud melanezyjskiego pochodzenia (51%), i Hindusów (43,7%), potomków indyjskich robotników kontraktowych przywiezionych przez Brytyjczyków w XIX w. Około 1,2% to mieszkańcy wyspy Rotuma, kulturowo bliżsi z mieszkańcami Tonga albo Samoa niż z resztą Fidżi. Są też małe, ale ekonomicznie znaczące, grupy Europejczyków, Chińczyków, i innych mniejszości. Relacje pomiędzy rdzennymi Fidżyjczykami a Hindusami często były napięte, co zdominowało politykę Fidżi w przeszłości.

### Języki
W konstytucji są zapisane 3 oficjalne języki: angielski, pozostawiony po Brytyjczykach, fidżyjski, należący do austronezyjskiej rodziny języków używany przez etnicznych Fidżyjczyków i hindustani, główny język Hindusów. Obywatele Fidżi mają konstytucyjne prawo by komunikować się z jakąkolwiek agencją rządową w którymkolwiek z oficjalnych języków. Angielski służy głównie do komunikacji między dwiema największymi społecznościami, jak również z zewnętrznym światem, jest to też język rządu, biznesu, edukacji, handlu, i sądów.
Wśród Hindusów, hindi preferowany jest przez wyznawców hinduizmu, natomiast muzułmanie preferują urdu.
Kilka dialektów języka fidżyjskiego używanego na zachodzie kraju, różni się znacznie od oficjalnego standardu. Część Hindusów używa języków tamilskiego, bengalskiego i innych. Na wyspie Rotuma jest w użyciu miejscowy język pochodzenia polinezyjskiego.

### Religia
Struktura religijna kraju w 2010 roku według Pew Research Center:
- Protestantyzm: 53% (gł. metodyści, a także zielonoświątkowcy i adwentyści dnia siódmego)
- Hinduizm: 27,9%
- Katolicyzm: 9,1%  Osobny artykuł: Metropolia Suva.
- Islam: 6,3%
- Inni chrześcijanie: 2,4% (w tym mormoni i Świadkowie Jehowy)  Osobny artykuł: Świadkowie Jehowy na Fidżi.
- Brak religii: 0,8%
- Inne religie: 0,5%.

Najstarszy kościół w kraju znajduje się na Bau.

### Kultura
Muzyka
Muzyka w swoim charakterze jest zdecydowanie polinezyjska, chociaż geograficznie Fidżi jest bliższa Melanezji. Tradycyjna muzyka zdominowana jest przez wokalną muzykę kościelną, jak również tańce charakteryzujące się bogatą harmonią wraz ze złożoną rytmiką bębnów lub innych miejscowych instrumentów.
Współcześni Fidżyjczycy wykonują muzykę ludową używając takich instrumentów jak mandolina, gitara i gitara hawajska oraz wiele rodzimych instrumentów, z których najbardziej popularne są bębny lali używane w celu zwoływania się z odległych miejsc. Bębny lali stanowią część tradycyjnej kultury Fidżi, używane jako forma komunikacji, ogłoszenie urodzin, śmierci czy wojny. Mniejsza odmiana bębna lali (lali ni meke) jest używana w muzyce.

### Media
Najpopularniejszym dziennikiem na Fidżi jest wydawany od 1869 The Fiji Times, bardziej konserwatywny od konkurencyjnego Daily Post. Od 1991 na Fidżi istnieje kanał telewizyjny Fiji One, a Fiji Broadcasting Commision emituje kilka kanałów radiowych po fidżyjsku, angielsku i w hindi.

## Gospodarka
Fidżi jest bogate w lasy i zasobne w ryby. Ma jedną z najbardziej rozwiniętych gospodarek Pacyfiku.
Głównymi źródłami dochodu są turystyka (ważne źródło dewiz) i rolnictwo. Występuje uprawa trzciny cukrowej i produkcja cukru (1/3 dochodu), tytoniu, palmy kokosowej i innych miejscowo jadalnych korzeni. Wydobywa się złoto, srebro i miedź, ma miejsce także połów ryb.

### Emisja gazów cieplarnianych
Emisja równoważnika dwutlenku węgla z Fidżi wyniosła w 1990 roku 2,175 Mt, z czego 1,028 Mt stanowił dwutlenek węgla. W przeliczeniu na mieszkańca emisja wyniosła wówczas 1,412 t dwutlenku węgla, a w przeliczeniu na 1000 dolarów PKB 240 kg. Następnie emisje wahały się, osiągając maksymalne wartości w połowie pierwszej dekady XXI w. i w 2012. Wzrost emisji wynikał głównie z jej zwiększenia przez transport lub energetykę. W 2018 emisja dwutlenku węgla pochodzenia kopalnego wyniosła 1,316 Mt, a w przeliczeniu na mieszkańca 1,442 t i w przeliczeniu na 1000 dolarów PKB 152 kg. Z wyjątkiem okresów zwiększonej emisji dwutlenku węgla, udział tego gazu i metanu w ogólnej sumie był zbliżony. Na trzecim miejscu jest podtlenek azotu.